# Andreas Fuchs (Squashspieler)
Andreas Fuchs (* 9. Mai 1978 in Wien) ist ein ehemaliger österreichischer Squashspieler.

## Karriere
Andreas Fuchs spielte im Jahr 1996 erstmals auf der PSA World Tour. Seine beste Platzierung in der Weltrangliste erreichte er mit Rang 119 im November 2005. In den Jahren 2004 und 2005 wurde er österreichischer Staatsmeister. 2004 unterlag er zwar Clemens Wallishauser im Finale, ihm wurde aber nachträglich der Titelgewinn zugesprochen, nachdem Wallishauser wegen eines erneut positiven Dopingtests auf Marihuana vom österreichischen Verband lebenslang gesperrt wurde. Im Doppel errang er zehn Staatsmeistertitel.
Mit der österreichischen Nationalmannschaft nahm er 2001 und 2003 an der Weltmeisterschaft teil. Darüber hinaus gehörte er mehrfach zum österreichischen Kader bei Europameisterschaften. Im Einzel nahm er 2004 an der Europameisterschaft teil und erreichte das Achtelfinale, in dem er Adrian Grant unterlag. Für Österreich startete er außerdem 2005 bei den World Games und schied in der ersten Runde gegen Hansi Seestaller aus.

## Erfolge
- Österreichischer Staatsmeister: 2004, 2005
- Österreichischer Staatsmeister im Doppel: 10 Titel (1998–2001, 2003–2006, 2008, 2009)